# Bulmer Hobson
Bulmer Hobson (Condado de Tyrone, 1882 - 1969) fue uno de los principales dirigentes  de los Voluntarios Irlandeses y miembro de la Hermandad Republicana Irlandesa.
Pertenecía a una familia protestante del Úlster, pero se unió al nacionalismo irlandés al fundar junto a la condesa Constance Markiewicz la organización juvenil  republicana irlandesa Fianna Éireann. También fue un agitador contra la política conciliadora del Partido Parlamentario Irlandés.
Hobson fue un protegido del veterano feniano Thomas J. Clarke, con el que tuvo una relación prácticamente paterno-filial hasta 1914. Como miembro del consejo provisional de los Voluntarios, Hobson fue fundamental para que el líder parlamentario John Redmond ganase influencia dentro de los Voluntarios. A pesar de su animadversión por la política de Redmond, pensaba que si supeditaba la creación de los Voluntarios a la demanda de autonomía, Redmond, entonces muy popular en Irlanda, dejaría el liderato de los Voluntarios.  Clarke no pensaba lo mismo y nunca se lo perdonó, ni le dirigió más la palabra. Hobson dimitió como miembro del Consejo Supremo del IRB y fue despedido de su trabajo en Dublín como responsable del diario Gaelic American, dejándolo en una situación financiera delicada.
A pesar de que continuaba siendo miembro de la Hermandad Republicana Irlandesa, no fue informado de los planes del Alzamiento de Pascua de 1916. Era totalmente opuesto a cualquier acción, ya que era contrario al propósito fundacional de los Voluntarios y a que tenía pocas posibilidades de éxito. También alegó que era contrario a la constitución de la misma IRB. Aun así, se enteró de los planes e informó al jefe de Estado Mayor de los Voluntarios, Eoin MacNeill. Éste envió contraordenes, lo que significó que muchos de los Voluntarios no tomasen parte en el Alzamiento. Hobson fue secuestrado por los organizadores del Alzamiento para evitar la difusión de las órdenes de MacNeill y fue confinado en una casa segura en Phibsborough hasta la finalización del Alzamiento.
Hobson y MacNeill argumentaron que el Alzamiento estuvo mal organizado, con poco tiempo y basado en razones románticas y emocionales, ya que el momento de crisis máxima para el Reino Unido aún no había llegado.
El rechazo a dar soporte al alzamiento arruinó la reputación de ambos. Pero sus argumentos aún están vivos hoy en día, ya que muchas personas piensan que lo que dio fuerza al republicanismo fue la crisis para la conscripción de primavera de 1918, más que el Alzamiento de 1916.
MacNeill sirvió posteriormente al gobierno del Estado Libre de Irlanda, y Hobson ocupó cargos menores después de la independencia. Aunque fue un miembro activo de la IRB durante años, y de haber sido responsable de su resurgimiento y de la fundación de los Voluntarios, no ocupó un papel destacado ni en el alzamiento, ni en la Guerra Angloirlandesa.
A pesar de su gran influencia  en el nacimiento del movimiento republicano, fue y es una figura muy olvidada en la historia política irlandesa, por cuanto su oposición al Levantamiento de 1916 le ha estigmatizado hasta ahora.
Hobson fue más tarde asesor de Seán MacBride, líder del Clann na Poblachta, cuando era ministro de asuntos exteriores en el primer gobierno de coalición de Irlanda.